# Ефке Мулдер
Ефке Мулдер (нід. Eefke Mulder, 13 жовтня 1977) — нідерландська хокеїстка на траві.
Олімпійська чемпіонка 2008 року, срібна призерка 2004 року.
Чемпіонка Європи 1999 року, срібна призерка 2007 року.
Срібна призерка Трофею чемпіонів 1999 року, бронзова призерка 1997, 2003, 2006, 2008 років.